# اروین کوفی
اروین کوفی (انگلیسی: Erwin Koffi؛ زادهٔ ۱۰ ژانویهٔ ۱۹۹۵) بازیکن فوتبال اهل فرانسه است.
وی همچنین در تیم ملی فوتبال Ivory Coast U23 بازی کرده‌است.